# Ixtapan de la Sal
Ixtapan de la Sal (Ixtapan, proviene del Náhuatl y se compone de Iztatl que significa sal y pan que significa en o sobre y su significado es "en la sal" o "salinas". La pretensión de que provenga de «Iztac blanco, de atl agua y de pan en y significa "en aguas blancas"» es incorrecta, pues en ese caso sería "Iztacapan"), Destaca como un centro turístico importante del Estado de México, tiene una temperatura calurosa casi todo el año. Con la característica de ser considerado un destino turístico importante del Estado de México y es considerado un Pueblo Mágico por la Secretaría de Turismo desde el 25 de septiembre de 2015. Además es el único municipio que cuenta con un Balneario en el que se puede disfrutar de una experiencia de aguas termales relajantes, curativas y nocturnas, además del Parque Acuático más grande de Latinoamérica. 
Ixtapan de la Sal está conformado por cuatro barrios: Santa Ana. Festividad el 3 de mayo en honor al Señor de la Expiración. San Gaspar. Festividad el 6 de enero en honor al Niño Jesús. Santa Catarina. Festividad el 25 de noviembre en honor a santa Catalina de Alejandría virgen y mártir. San Pedro. Festividad el 29 de junio en honor al Apóstol Pedro.
La Colonia Centro resguarda las joyas coloniales más importantes del municipio. Como distintivo principal destaca la Parroquia de la Asunción de María y el Santuario del Señor del Perdón con su atrio de almenas. El jardín central con su quiosco herrado, el edificio que alberga la presidencia municipal de estilo neoclásico con acabados en cantera rosa, la fuente-monumento a los Mártires del 10 de agosto, el edificio que alberga la escuela primaria Horacio Zúñiga y las casas de estilo colonial sobre las calles Ignacio Allende, 16 de Septiembre y Javier Mina.
Debido a la benignidad de su clima, con una temperatura promedio de 26 grados Celsius, y por sus manantiales de aguas termales con propiedades curativas, este lugar de tranquilidad provinciana, ha sido sitio propicio para el desarrollo de balnearios que cuentan con modernas instalaciones. El nombre de Ixtapan de la Sal es de origen náhuatl, y significa “sobre la sal”. Un paseo arbolado de Jacaranda y una glorieta con la escultura de la Diana Cazadora dan la bienvenida al visitante a Ixtapan de la Sal, lugar que antiguamente fuera habitado por grupos matlatzincas, y en donde actualmente se puede admirar una típica población remodelada.
La historia indica que, consumada la Conquista, los españoles se establecieron en la región poco después de la Conquista de México, dejando huella con la arquitectura colonial, misma que puede ser admirada en la Parroquia de la Asunción, cuya portada principal es uno de los mejores ejemplos del estilo plateresco, queda en el interior la escultura de un Cristo de caña al tamaño natural conocido por los lugareños como el Señor del Perdón.  Entre las festividades más importantes que se celebran en Ixtapan de la Sal, se encuentran: El Carnaval, la feria Regional, Semana Santa y la fiesta de San Isidro Labrador, mismas que se celebran en los meses de febrero, marzo, abril y mayo, respectivamente, así como la Feria Anual Turística. Ixtapan de la Sal ofrece al visitante diversas actividades de recreación y esparcimiento además de un bello paisaje de calles empedradas y techos de teja roja, vista clásica de los pueblos mexiquenses. Este importante centro turístico ofrece al visitante múltiples servicios: discoteca, hoteles con instalaciones para realizar convenciones, reuniones de trabajo y practicar deportes. A estos servicios, Ixtapan de la Sal suma una agencia de viajes, tiendas de artesanía, club de golf y restaurantes, entre otros.

## Toponimia
Ixtapan de la Sal es el nombre oficial de la cabecera municipal, proviene del topónimo náhuatl de origen prehispánico Iztapan, que significa Lugar sobre la sal, que deriva de iztatl sal y -pan, que denota un lugar sobre o encima de.

## Historia
Dentro de la Historia en Ixtapan de la Sal se destacan sus construcciones, entre las que podemos resaltar:
1. Las de Ahuacatitlán cuyo nombre significa "Entre los aguacates", en esta zona encontrará montículos alrededor de un patio; es una cerámica superficial que se parece a la de Xochicalco.
2. Las de Ixtapan de la Sal. Son montículos y cerámica superficial, en este sitio se encontraron restos fósiles de fauna pleistocénica.
3. Malinaltenango es otro de los sitios arqueológicos que usted podrá visitar, el significado de su nombre es "Muralla torcida" y se presenta en varias esculturas aisladas en la zona.
4. La Parroquia del Señor del Perdón: Data de 1531, lo que la convierte en uno de los primeros templos católicos erigidos en la Nueva España. Es de estilo plateresco y cuenta con dos naves; en la nave principal se encuentra una imagen de la Asunción de María, y en la nave secundaria se encuentra un cristo de caña de tamaño natural, que los lugareños llaman Señor del Perdón.
5. La Parroquia Santiago Apóstol. Del vocablo náhuatl malinalli o diosa malinalxochitl que significa "hierba" y de Tenango o tenamitl, que significa "muralla o fortificación", Dedicada al santo patrono del lugar; Santiago Apóstol y a la santa Veracruz. fue construida en el siglo XVI y XVII. Se encuentra ubicada en el pueblo de Malinaltenango, más conocido como "Manila". El cristo es uno de los más milagrosos, según los acontecimientos a los que dan fe los devotos de la región, por lo que es visitada por turistas de las diferentes regiones del país.[5]
6. La Parroquia de la Asunción de María. Data de 1682, alberga uno de los cristos considerados más milagrosos de la región. Conserva un estilo tequitqui, más conocido como plateresco español y alguunos detalles barrocos. En su arquitectura presenta rasgos medievales, pues semeja una fortaleza de almenas en el atrio. Su virgen se venera el 15 de agosto.[6]

## Comida típica
Ixtapan de la Sal cuenta con la comida regional. Las delicias preparadas en Ixtapan de la Sal por sus experimentadas cocineras que realizan las tortillas y gorditas en la acera, además de variedad de restaurantes.
Estos ofrecen platillos internacionales en sus instalaciones, o bien, para deleitar su paladar cuentan con la exquisita gastronomía del Estado de México. Los platillos de la región son el chilacayote en pipián con carne de puerco, el mole rojo con guajolote, la pancita, gorditas de chicharrón, frijol, haba y requesón y los tamales. La bebida típica del lugar es la fresca y deliciosa agua de lima, y en cuanto a los postres se destacan las jaleas de frutas, el dulce de pepita, ate de membrillo y de guayaba.
Otra comida típica del lugar son las ancas de rana o calates, los cuales son guisados en salsa verde con epazote, o al gusto de cada persona, no dejando atrás los clásico guajes, los quelites, el pápalo y los cacahuates hervidos con piloncillo.

## Fiestas y tradiciones
En Ixtapan de la Sal se dan numerosas tradiciones a lo largo del año, entre las que se encuentra la fiesta patronal del segundo viernes de Cuaresma, en honor al Señor del Perdón, adonde arriban numerosas peregrinaciones provenientes de Capulhuac, Temoaya, Tonatico, Coatepec Harinas, entre otros municipios del estado y de estados circunvecinos: también existen alfareros en la comunidad de Tecomatepec elaborando trabajos como jarras, jarrones, platos, entre otros muchos artículos, en la celebración de día de muertos artesanos de la comunidad de Malinaltenango elaboran dulces de pipían (semillas de calabaza) realizando diferentes figuras de animales así como barras con las mismas, en la comunidad de Los Naranjos realizan el tallado de madera de copalillo haciendo cucharas, tenedores, salseras y más productos; en el área musical existen diferentes rondallas en la zona así como danzas de Moros y Cristianos y de las Pastorcitas, y las cabalgatas, además de pirotecnia que son participaciones en la feria tradicional del segundo viernes de Cuaresma.
En febrero se lleva a cabo el Carnaval, en el que el pueblo invita a más municipios a ser partícipes del mismo, realizando un recorrido por las calles de la ciudad, acompañado de presentaciones mujsicales, talleres y la participación de alebrijes.
La Fiesta de la Parroquia de la Asunción de María, celebrada el día 15 de agosto. Las celebraciones llevadas a cabo en los diferentes barrios y comunidades, y las representaciones de la Pasión, muerte y resurrección de Jesucristo, en cuanto a religión se menciona. el 10 de agosto se realiza la conmemoración de los mártires de Ixtapan realizando una ceremonia en el zócalo de la ciudad posterior se lleva a cabo un desfile por las principales calles culminándolo en el monumento a los mártires el cual se encuentra en el jardín principal. 
La conmemoración de la Independencia de México, es famosa en todo el estado e incluso en algunas partes del extranjero, misma que comienza el día 15 de septiembre por la noche, con la coronación de la reina de las fiestas patrias, posteriormente, da inicio un alegre desfile en el que participa la gente del pueblo, vestidos con trajes alusivos a la fecha, ya el 16 de septiembre se lleva a cabo una ceremonia cívica en el jardín principal frente a la Presidencia Municipal, seguida por un desfile de las instituciones educativas del municipio además de autoridades civiles y militares la celebración finaliza con el simulacro de la guerra de independencia, realizada en calle Juárez esquina con calle 16 de septiembre. 
Cabe mencionar que en el mes de noviembre se lleva a cabo la celebración en conmemoración de la Revolución Mexicana, el día 20 de noviembre realizando un colorido desfile, donde se incluyen danzas regionales, baile moderno y la construcción de "Pirámides Humanas". Todo esto llevado a cabo por las diferentes organizaciones municipales y las instituciones educativas. 
Además, en el mes de diciembre se lleva a cabo las fiestas de Navidad, en las que se realizan las posadas por los diferentes barrios del pueblo del día 16 al 24 , la misa de gallo se celebra a las 21:00 horas el 24 de diciembre, con un gran paseo de carros alegoricos por las calles del pueblo, así como pastorelas y danzas.

## Artesanías
Las artesanías en Ixtapan de la Sal se entrelazan con la rica historia y cultura de la región, dando vida a una amplia variedad de productos únicos y auténticos. Con 936 artesanas y artesanos de diversas ramas artesanales. Entre las que más destacan en alfarería y cerámica, cartonería y papel, madera, fibras vegetales y gastronomía. 
Cuenta con un mercado de artesanías y suvenires en el que podrás encontrar productos de alfarería, madera en la sub rama talla como collares, pulseras y juguetes tradicionales.
Elaboran dulces tradicionales elaborados con recetas ancestrales endulzan los paladares de lugareños y visitantes por igual, como es el pipían de calabaza. 
La madera también se convierte en arte en manos de los artesanos de Ixtapan de la Sal. Los teponaztles, juegos tradicionales tallados con destreza, resuenan con la historia y la música de tiempos pasados. En la comunidad del Naranjo se encuentra gran variedad de estos productos.

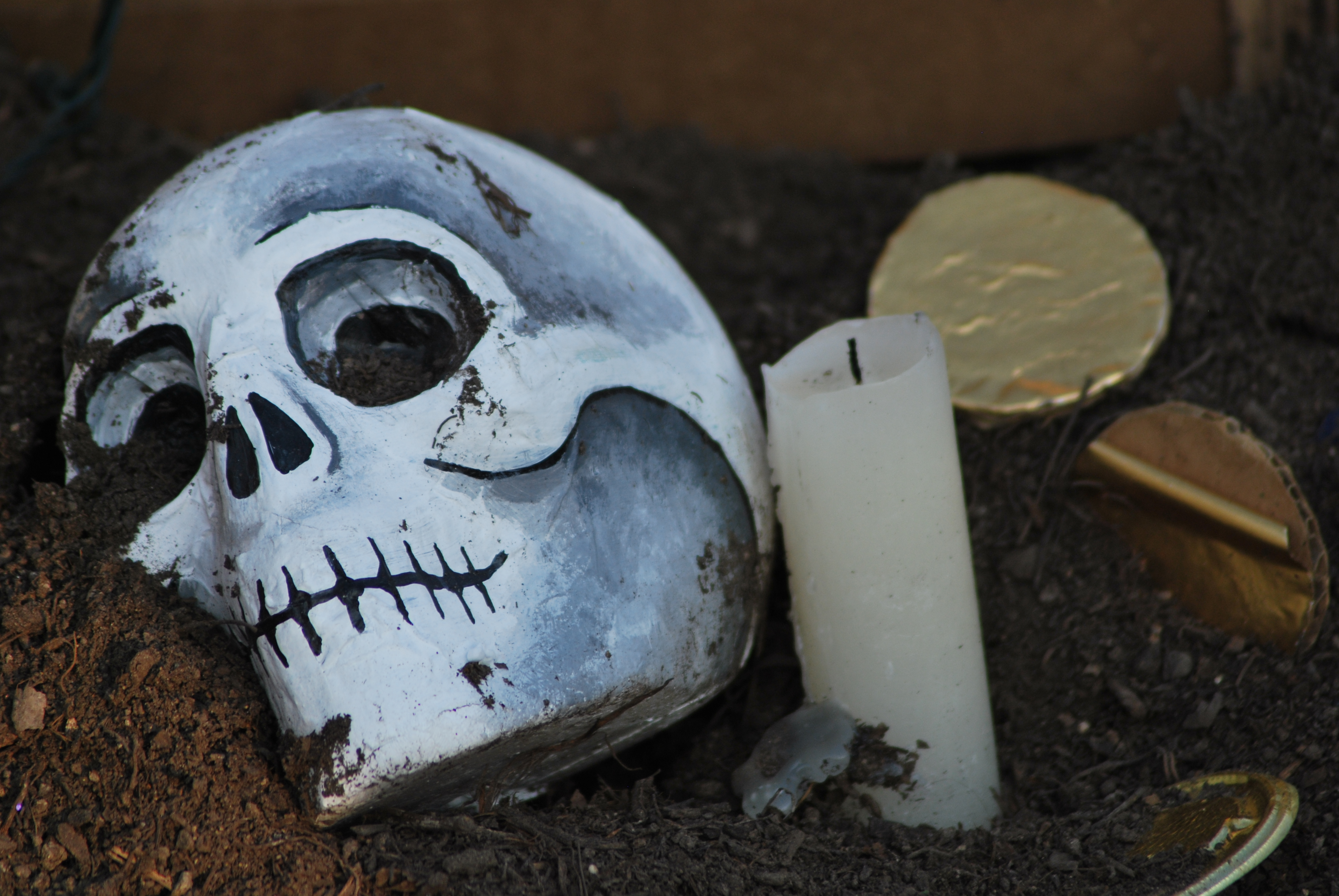
Cartonería de Día de muertos

La rama artesanal cartonería y el papel dan vida a los famosos "catrines", coloridas y elegantes figuras que son emblemáticas de la celebración mexicana del Día de los Muertos.
No menos importante son las fibras vegetales que se transforman en hermosas paneras. El talento de las y los artesanos se manifiesta en cada trenzado, creando piezas funcionales y a la vez artísticas que capturan la esencia de la vida rural.

## Hermanamientos
La ciudad de Ixtapan de la Sal está hermanada con las siguientes ciudades alrededor del mundo:
- Guantánamo, Cuba (2001).[9]
- Atlacomulco, México (2009)[10]
- Taxco, México (2010)[11]
- Casablanca, Chile (2009).[12]